# Vem kan man lita på? (sång)
"Vem kan man lita på?" är en en låt av det svenska proggbandet Hoola Bandoola Band, skriven av medlemmen Mikael Wiehe. Låten 
var släppt på albumet Vem kan man lita på? från 1972. Det blev den första Hoola Bandoola Band låten som Björn Afzelius sjöng ledsång ensam, innan sjöng han ledsång tillsammans med Wiehe.

## Coverversioner
En coverversion av Magnus Uggla, från albumet Allting som ni gör kan jag göra bättre 1987 , testades på Svensktoppen, där den låg i tre veckor under perioden 31 januari-14 februari 1988, med placeringarna 3-2-2. Magnus Ugglas version placerade sig som högst på 12:e plats på den svenska singellistan.
I den första versionen av Ugglas cover var raden ”och Robert Zimmerman flytt till landet med miljonerna” ersatt med ”och Björn Afzelius har flytt till Italien med miljonerna”. Mikael Wiehe protesterade och hotade att kräva skadestånd varvid albumet drogs in. En senare version släpptes med låttexten återställd till originalet.
Marie Fredriksson spelade 2006 in låten på coveralbumet Min bäste vän.
I andra säsongen av Så mycket bättre gjorde Lena Philipsson en cover på Vem kan man lita på?.

## Listplaceringar

### Magnus Ugglas version
| Lista (1987-1988) | Position |
| ----------------- | -------- |
| Sverige           | 12       |

## Musiker
- Björn Afzelius - ledsång, tamburin
- Mikael Wiehe - bakgrundssång
- Peter Clemmedson - elgitarr
- Povel Randén - piano, bakgrundssång
- Arne Franck - bas
- Per-Ove Kellgren - trummor

### Fotnoter
1. ↑  ”Svensk mediedatabas”. http://smdb.kb.se/catalog/id/001475866. Läst 17 maj 2011.
2. ↑  Svensktoppen - 1988
3. ↑  Information på Magnus Ugglas webbplats Arkiverad 22 juli 2011 hämtat från the Wayback Machine.
4. ↑  ”Svensk mediedatabas”. http://smdb.kb.se/catalog/id/002035417. Läst 17 maj 2011.
5. ↑  Listplacering på den svenska singellistan